# Santa Clara de Olimar
Santa Clara de Olimar es una localidad uruguaya del departamento de Treinta y Tres, y es sede del municipio homónimo.

## Ubicación
La localidad se encuentra situada en la zona noroeste del departamento de Treinta y Tres, sobre la Cuchilla Grande, sobre la ruta 7 en su km 282 y con estación de ferrocarril sobre la línea Montevideo-Melo. Este pueblo es la localidad de mayor altitud sobre el nivel del mar en el departamento de Treinta y Tres, a 320 m s. n. m.

## Historia
La localidad fue fundada en 1878 por el coronel Modesto Polanco. En 1911 fue elevada a la categoría de pueblo y denominada Olimar por ley 3776 de 12 de junio de ese año. Más tarde fue elevada a la categoría de villa, y redenominada como Santa Clara de Olimar, por ley 13083 del 21 de agosto de 1962.

## Población
Según el censo del año 2011, la localidad contaba con una población de 2341 habitantes.
| 2732          | 2829 | 2423 | 2459 | 2305 | 2341 | 2384 |
| (Fuente: INE) |      |      |      |      |      |      |

## Economía
Las principales actividades económicas de la zona son la ganadería y la forestación.

## Municipio de Santa Clara de Olimar
Por ley 18653 del 15 de marzo de 2010 se creó el municipio de Santa Clara de Olimar perteneciente al departamento de Treinta y Tres, comprendiendo al distrito electoral FDA de ese departamento.
El municipio incluye la villa de Santa Clara de Olimar y el paraje Rosario.

## Lugares de interés
- Tumba de Aparicio Saravia: está ubicada en el cementerio de la localidad. Cada año, el 10 de septiembre, se reúne allí una multitud de peregrinos nacionalistas para homenajear al caudillo, quien falleció en 1904 en la batalla de Masoller.[9]
- Casa de Juana de Ibarbourou: donde la escritora vivió durante un tiempo luego de su casamiento en 1913.[9]

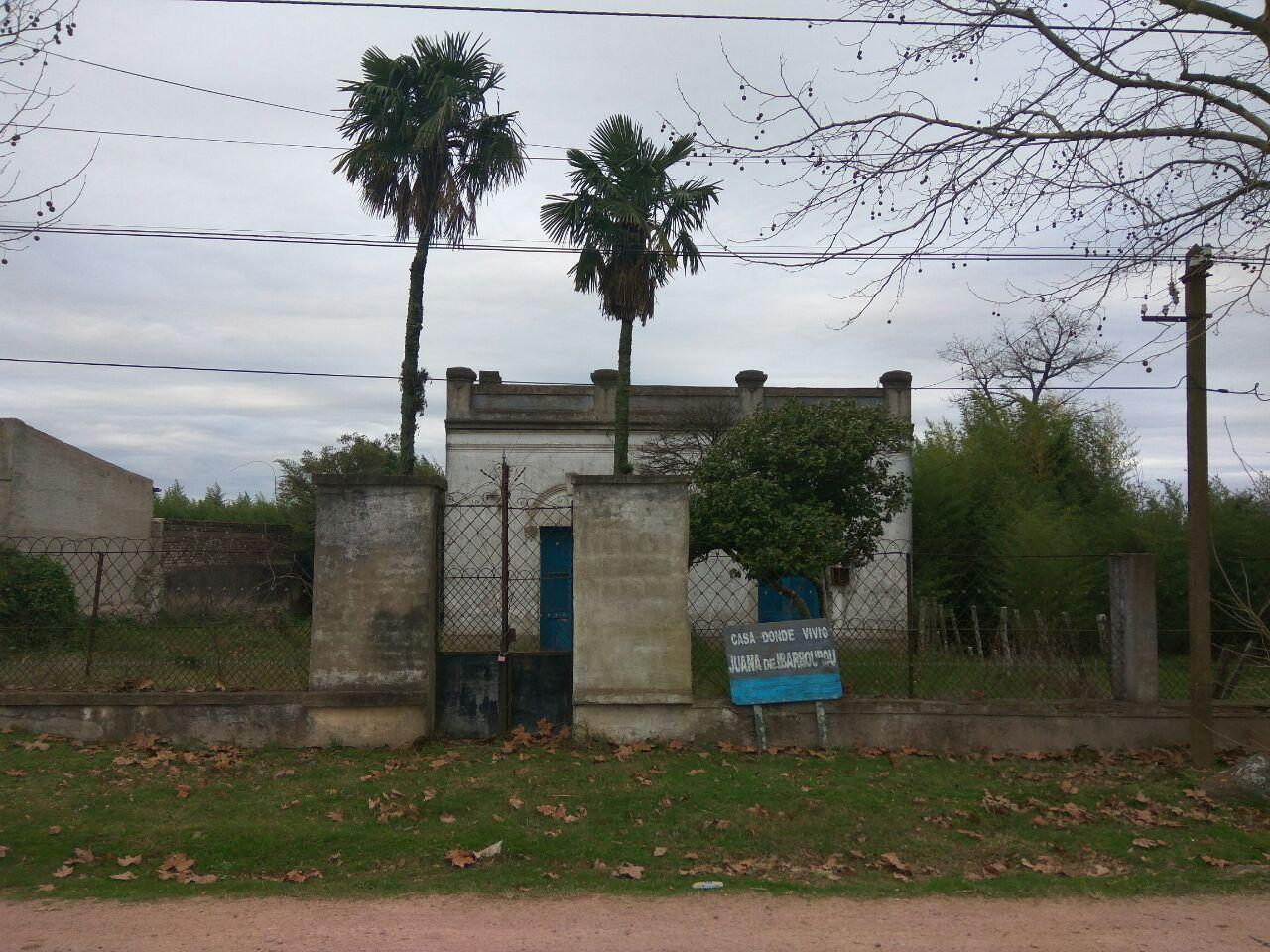
Casa donde vivió Juana de Ibarbourou en Santa Clara de Olimar

- Casa donde vivió Juana de Ibarbourou en Santa Clara de OlimarEstancia El Cordobés: que perteneció al Gral. Aparicio Saravia, hoy es un museo ubicado en la localidad.[9]
- Parque balneario La Yeguada: Hermoso lugar para visitar en familia y/o con amigos, ubicado a cinco kilómetros de la localidad. Se puede asegurar la opción de bañarse, o simplemente disfrutar la cancha de fútbol junto al hermoso paisaje y la tranquilidad del lugar.

El balneario cuenta con múltiples parrilleros, zona se camping, baños, parador con cantina y lugar de estar, escenario para eventos, etc.
- Parque Nacientes del Olimar: Hermoso lugar para pasar una tarde con la naturaleza y gozar de su tranquilidad y paisaje. En este parque nace el Río Olimar, al que debe su nombre. Una vez al año, durante tres días, se lleva a cabo un festival de su mismo nombre. En dicha ocasión se realizan actividades al aire libre, tales como carreras de MTB, maratón de todas las edades, competiciones 4x4, actividades gauchas, y por la noche se celebra un festival folclórico con artistas provenientes de todas partes del Uruguay e invitados extranjeros.